# La più bella
La più bella è un singolo dei rapper italiani Mecna e CoCo, pubblicato il 7 ottobre 2021 come secondo estratto dall'album Bromance.

## Descrizione
Il brano contiene un campione di Sei la più bella del mondo del cantautore Raf.

## Video musicale
Il videoclip del brano, diretto da Nicola Bussei, è stato pubblicato il 25 ottobre 2021 sul canale YouTube di Mecna.

## Tracce
Testi e musiche di Corrado Grilli, Corrado Migliaro, Marco Ferrario e Raffaele Riefoli.
1. La più bella – 3:21

## Classifiche
| Classifica (2021) | Posizione massima |
| ----------------- | ----------------- |
| Italia            | 16                |